# Terminator 3: The Redemption
Terminator 3: The Redemption 	è un videogioco basato sulla serie Terminator, più in particolare sul film Terminator 3 - Le macchine ribelli. È stato sviluppato da Paradigm Entertainment e pubblicato da Atari nel 2004 per la PlayStation 2, Xbox e GameCube.

## Produzione
Terminator 3: The Redemption è stato prodotto dalla casa di produzione Paradigm Entertainment nel 2004. È stato il primo film che lo studio ha dovuto elaborare. Il lead game designer, Shawn Wright ha dichiarato in una intervista GameSpy che questa condizione porta molti vantaggi, come un universo esistente e personaggi, ma ha anche detto che è uno svantaggio e che il contenuto deve essere inviato in California per essere approvato. L'aspetto del gioco è stato influenzato da Grand Theft Auto III, il team di sviluppo è stato attento a non creare un clone di GTA. Paradigm ha dichiarato che il 50 percento del gioco è basato su veicoli, il 25 percento con la ferrovia e la finale il 25 percento dai combattimenti. Il ritmo del gioco è stata una decisione consapevole da parte degli sviluppatori del gioco. Il produttore Hackney Josh ha detto: "Non volevamo togliere il controllo del gameplay dal giocatore per più di cinque secondi." Una caratteristica sviluppata per il gioco, ma eliminata nella versione finale è stata l'impiego di un conto alla rovescia per le missioni. Il timer avrebbe obbligato il giocatore a terminare il livello entro un determinato tempo altrimenti non avrebbe potuto avanzare al livello successivo, ma nel prodotto finale le missioni sono terminabili in qualsiasi quantità di tempo. Ma se viene finita la missione entro il tempo limite, il giocatore sarà ricompensato con dei punti bonus.

## Trama
La storia inizia nel 2032 con una squadra di soldati Tech-Com che cerca di fermare la T-X, una Terminator di Skynet con sembianze di donna, prima che entri nella macchina del tempo. Tuttavia, non riescono a fermare la T-X, e vengono facilmente uccisi dal cyborg.
Nel frattempo, Kate Brewster e le resistenze umana tende un agguato al T-850 che è stato responsabile della morte di John Connor. Un tecnico della resistenza riprogramma il cyborg la cui missione diventa tornare a ritroso nel tempo, nel 2003, per proteggere Kate e John e garantirne la sopravvivenza messa a rischio dalla T-X inviata indietro nel tempo. Il T-850, con l'aiuto di diversi soldati riesce a combattere e aprirsi la strada verso il cancello principale del bunker di Skynet e arrivare alla macchina del tempo.
Il gioco contiene pezzi di storia differenti da quelli del terzo film di Terminator. Durante la battaglia con la T-X il T-850 nella Cyber Research Systems edificio, invece di perdere la lotta e di essere riprogrammato dal T-X, viene gettato in un acceleratore elettromagnetico che si rivela essere un primitivo sistema di macchina del tempo, e così rinviato nel 2032 scopre che in questo futuro, parallelo, John e Kate sono stati terminati e l'umanita è stata sterminata.
il Terminator, ancora una volta, combatte per tornare al bunker di Skynet e si invia indietro al 2003. Egli appare giusto in tempo per la lotta contro la T-X con John e Kate che cercano di fuggire a Crystal Peak. Il T-850 impedisce alla T-X di raggiungere John e Kate bloccando il suo percorso e gli mette la sua ultima cella a combustibile nella bocca, determinando in tal modo la distruzione di entrambi i Terminator.
John poi rimuove la CPU dal cranio del Terminator. La storia poi si sposta verso il futuro in cui John Connor è il leader della Resistenza. Egli ha inoltre riattivato il Terminator che lo ha salvato, che si rivela essere stato ricostruito in un modificato Hunter Killer. John gli ripete quali erano le sue missioni: al che il Terminator risponde che deve assicurare la sopravvivenza di John Connor e Kate Brewster. John gli chiede aiuto in quanto sono sotto fuoco nemico, e il Terminator risponde che è pronto allo scontro. Scendendo in battaglia inizia a dare man forte facendo così capire che ancora una volta aiuterà la Resistenza.
Il gioco si conclude con la didascalia: La battaglia è appena iniziata.

## Compatibilità
- Questo gioco non è compatibile per Xbox 360 ma si può giocare solo la demo che è inclusa nel videogioco Terminator 3 - Le macchine ribelli.